# Tristan Seith

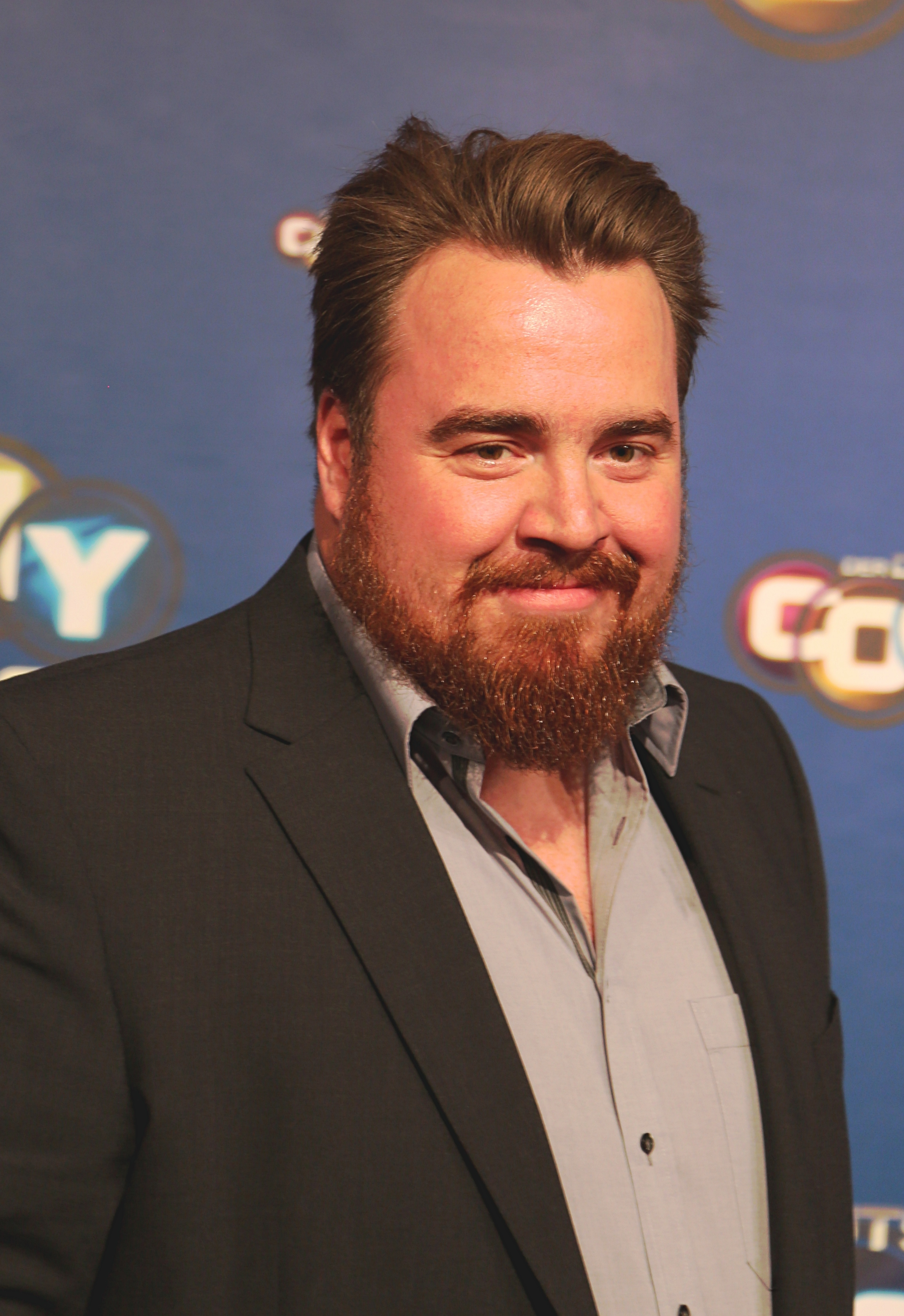
Tristan Seith (2017)

Tristan Seith (* 3. Dezember 1979 in Koblenz) ist ein deutscher Theater- und Filmschauspieler.

## Leben und Werk
Seith debütierte 2002 in der Kulturfabrik (Koblenz) in der Rolle des Woyzeck im gleichnamigen Stück von Georg Büchner.
Zwei Jahre später wurde Seith zum Schauspielstudium, an die Bayerische Theaterakademie August Everding zugelassen. Bereits während der Ausbildung holte ihn Franz Xaver Kroetz an das Bayerische Staatsschauspiel. Arbeiten am Metropol-Theater in München sowie am Staatsschauspiel Dresden folgten. Seith war Stipendiat der Rosa-Luxemburg-Stiftung.
Nach dem Studium begann er sein Engagement am Schauspielhaus Hamburg. Hier war er unter anderem 2008 in Dorfpunks nach Rocko Schamoni, in einer Inszenierung von und mit Studio Braun zu sehen.
Weitere Arbeiten, so zum Beispiel mit Sebastian Nübling, Roger Vontobel, Karin Henkel, Volker Lösch und Markus Heinzelmann folgten. Unter Lösch spielt er in der Inszenierung Marat, was ist aus unserer Revolution geworden? welche nach der Premiere einen Theaterskandal in Hamburg nach sich zog, da am Ende des Stückes eine Liste der Hamburger Millionäre mit Adresse und Vermögen, durch einen Chor aus 30 Arbeitslosen und Seith verlesen wird.
2013 verließ Tristan Seith das Schauspielhaus und widmet sich seitdem verstärkt der Arbeit vor der Kamera. Die Zeit schrieb diesbezüglich: „Dieser Mann ging zum Theater, um sich zu befreien von den Zwängen seines schweren Körpers, stattdessen zahlte das Theater ihm heim, dass er einen schweren Körper hat. Er wollte auf die Bühne, um sich zu verwandeln; stattdessen wurde er Opfer einer Folter, die seine Regisseure wohl ‚typengerechte Rollenbesetzung‘ nennen würden. Heute Abend rächt er sich an ihnen, und es ist ein großer Moment.“
Vor der Kamera stand er unter anderem für Margarethe von Trotta, Lars Becker, Lennart Ruff, Uli Edel, Tomasz Emil Rudzik, Stephan Wagner, Hans-Christoph Blumenberg und Yasemin Şamdereli.
In der Serie Im Knast, welche 2015 und 2017 in zwei Staffeln von ZDFneo ausgestrahlt wurde, hatte Seith eine durchgehende Hauptrolle.
Seit 2016 ist er als Kriminaltechniker an der Seite von Anna Loos in der Krimireihe Helen Dorn zu sehen.
In der 2019 gedrehten Verfilmung von Robin Alexanders Buch Die Getriebenen spielte Seith mit einer aufwendigen Maske Peter Altmaier.
Für diese Darstellung wurde er 2021 mit dem Deutschen Schauspielpreis ausgezeichnet.

## Filmografie
- 2009: Desperados on the Block
- 2009: Vision – Aus dem Leben der Hildegard von Bingen
- 2009: SOKO Wismar (Fernsehserie, Folge Schlechte Zeiten für Vampire)
- 2009: Keine besonderen Vorkommnisse
- 2010: Zeiten ändern dich
- 2010: Kommissar Stolberg (Fernsehserie, Folge Der Freund von früher)
- 2011: Almanya – Willkommen in Deutschland
- 2012: Der Hafenpastor
- 2011: Notruf Hafenkante (Fernsehserie, Folge Alarm im Kindergarten)
- 2011: Tatort: Der Weg ins Paradies
- 2011: Nachtschicht – Reise in den Tod
- 2012: Schief gewickelt
- 2012: Lösegeld
- 2012: Der Heiratsschwindler und seine Frau
- 2012: Unter anderen Umständen – Spiel mit dem Feuer
- 2012: Eine Hand wäscht die andere
- 2013: Tatort: Die schöne Mona ist tot
- 2013: Tatort: Gegen den Kopf
- 2013: Tatort: Mord auf Langeoog
- 2013: Unter Feinden
- 2014: Wir machen durch bis morgen früh
- 2015–2017: Im Knast (Fernsehserie, 12 Folgen)
- 2015: Unter Gaunern (Fernsehserie, 8 Folgen)
- 2015: Nachtschicht – Wir sind alle keine Engel
- 2015: Mein gebrauchter Mann
- 2016: Der Hafenpastor und das Blaue vom Himmel
- seit 2016: Helen Dorn (Fernsehfilm-Reihe)
  - 2016: Gefahr im Verzug
  - 2016: Die falsche Zeugin
  - 2017: Gnadenlos
  - 2017: Verlorene Mädchen
  - 2018: Schatten der Vergangenheit
  - 2018: Prager Botschaft
  - 2019: Nach dem Sturm
  - 2020: Atemlos
  - 2020: Kleine Freiheit
  - 2021: Wer Gewalt sät
  - 2021: Die letzte Rettung
  - 2022: Das rote Tuch
  - 2023: Das Recht zu schweigen
  - 2023: Der kleine Bruder
  - 2024: Todesmut
  - 2024: Der deutsche Sizilianer
  - 2025: Mordsee
  - 2025: Schwarzes Herz
- 2017: Tatort: Tanzmariechen
- 2017: Nicht tot zu kriegen (Fernsehserie, 8 Folgen)
- 2017: Eine Braut kommt selten allein
- 2018: Beck is back!
- 2018: Herzkino.Märchen: Der Froschkönig
- 2019, 2022: SOKO Köln (Fernsehserie, Folgen Heilige Maria, Fetter Fang)
- 2019: Endlich Witwer
- 2019: Eine ganz heiße Nummer 2.0
- 2019: SOKO Stuttgart (Fernsehserie, Folge Ganz allein)
- 2020: Die Getriebenen
- 2020: In Wahrheit: Jagdfieber (TV-Reihe)
- 2020: MaPa (Fernsehserie, Folge Emma)
- 2021: Nachtschicht – Blut und Eisen
- 2021: Faking Hitler (Fernsehserie)
- 2021: Endlich Witwer – Forever Young
- 2021: Friedmanns Vier (Fernsehserie, 8 Folgen)
- 2022: Tatort: Das Mädchen, das allein nach Haus’ geht (Fernsehreihe)
- 2022: Muspilli (Fernsehserie)
- 2023: 2 unter Millionen
- 2023: Der Bergdoktor (Fernsehserie, Folge Neuland)
- 2023: Endlich Witwer – Über alle Berge
- 2024: Endlich Witwer – Griechische Odyssee
- 2024: Überväter
- 2024: Der Buchspazierer
- 2024: Die Ermittlung
- 2025: Ganzer halber Bruder
- 2025: Die Kinderschwindlerin

## Arbeiten am Deutschen Schauspielhaus Hamburg (Auswahl)
- 2008: Dorfpunks – Die Blüten der Gewalt nach dem Roman von Rocko Schamoni
- 2008: Was ihr Wollt von William Shakespeare
- 2008: Marat von Peter Weiss (Einladung zum Berliner Theatertreffen)
- 2009: Kritische Masse von Oliver Bukowski
- 2009: Das Käthchen von Heilbronn von Heinrich von Kleist
- 2009: Glaube Liebe Hoffnung von Ödön von Horváth
- 2010: Rust – Ein deutscher Messias von Studio Braun
- 2011: Hänsel und Gretel gehn Mümmelmannsberg
- 2012: Der große Gatsby von F. Scott Fitzgerald

## Auszeichnungen
- 2007: Förderpreis für den Schauspielnachwuchs der Bundesministerin für Bildung und Forschung, Beste Szene
- 2021: Deutscher Schauspielpreis in der Kategorie Bester Schauspieler in einer Nebenrolle in Die Getriebenen